# Flynn-effektus
A Flynn-effektus az évek során az IQ-teszteken elért átlagpontszámok – bár eltérő mértékben – de világszerte tapasztalt folyamatos emelkedése.
A jelenség nevét felfedezőjéről, James R. Flynn új-zélandi politológusról kapta.
Az emelkedés mértéke nagyjából 10 év alatt három pont.

## Az effektus 21.századi kritikája
Bár a 20. században az IQ-teszteken elért eredmények világszerte emelkedtek – ezt nevezzük Flynn-effektusnak –, a 21. század elejétől több fejlett országban e tendencia megtorpant, sőt néhol visszafordult. A kutatások szerint ez a változás nem genetikai, hanem elsősorban környezeti okokra vezethető vissza. Lehetséges tényezők közé tartozik az oktatás minőségének és szerkezetének átalakulása, a csökkenő olvasási szokások, az okoseszközök által kiváltott figyelemelterelés, valamint az egészségtelen életmód (pl. rossz táplálkozás, alváshiány). Továbbá a családi környezet és a kognitív kihívások szintje is csökkenthetett a hétköznapi életben. Ezek a társadalmi és kulturális változások együttesen hozzájárulhattak ahhoz, hogy a kognitív képességek fejlődése lelassult, vagy sok népességcsoportnál konkrétan hanyatlani kezdett.